# Museo de la Catedral de Santiago de Compostela
El Museo de la Catedral de Santiago de Compostela es una institución española que acoge diversas obras artísticas y arqueológicas, propiedad de la catedral de Santiago de Compostela, que abarcan desde la época romana hasta la actualidad. El museo se ubica en diversas dependencias dentro del complejo catedralicio. Fue fundado en 1930.

## Espacios del Museo
El museo abarca diversos espacios catedralicios, con diferente situación dentro de la fábrica catedralicia:
- Museo-Claustro, con entrada desde el lado meridional de la plaza del Obradoiro..
- Cripta del Pórtico de la Gloria, se accede por la escalinata de entrada a la catedral, en la misma plaza indicada.
- Tesoro en el Panteón Real, actualmente se puede visitar desde la entrada al Museo-Claustro.
- Palacio de Gelmírez, se entra desde el lado norte de la misma plaza del Obradoiro.

### Museo-Claustro
Contiene varias salas, capillas y el claustro de la catedral. Cuenta con exposición de objetos de la época romana, medieval y hasta el siglo XVIII. Deben destacarse la tumba de Teodomiro, piezas de la antigua portada de las Platerías, antiguo coro catedralicio del Maestro Mateo reconstruido, el bello rosetón de la portada occidental, relieves de Gregorio Español, tablas pequeñas de Juan Bautista Celma, retablo de la Transfiguración de Cristo de José Ferreiro, Santiago Peregrino de Gambino, el gallardete de la Nao Capitana de la Batalla de Lepanto, colección de tapices flamencos de diversas épocas, tapices sobre cartones de Goya y Rubens, una imagen de Nuestra Señora de la Preñada regalada por la reina Isabel de Portugal, etc.

### Cripta
Permite ver el espacio arquitectónico sobre el que el Maestro Mateo sustentó el Pórtico de la Gloria salvando el desnivel de la colina preexistente. Además exhibe una preciosa colección escultórica en el mismo salón de la obra, y otras esculturas procedentes de partes de la catedral derrumbadas por reformas que  abarcan desde el románico al gótico tardío.

### Tesoro y Panteón Real
Se pueden contemplar los sepulcros de los reyes Fernando II y Alfonso IX y las reinas Juana de Castro y Berenguela. El Tesoro conserva piezas de oro, vidrios, marfil, etc., desde los siglos IX al XX. A destacar la custodia de Antonio de Arfe de 1539-45.

### Palacio de Xelmírez
Se trata de un edificio anexo a la catedral e integrado en el Museo. Permite visitar uno de los palacios medievales mejor conservados de España, ejemplo de arquitectura románica con usos civiles. Existió un palacio anterior, que el arzobispo Diego Gelmírez reconstruyó de raíz desde 1117. Destacan sus ménsulas, que sobresalen en el denominado Salón de Ceremonias, con representaciones de un banquete.